# Илинден
Вижте пояснителната страница за други значения на Илинден.
Илѝнден е християнски празник в памет на старозаветния пророк Илия (пророк).
Повечето християнски църкви, включително Българската православна църква (БПЦ), отбелязват Илинден на 20 юли (по Грегорианския или Новоюлианския календар). Някои православни църкви, сред които Руската православна църква, а между 1916 г. и 1968 г. и БПЦ (по така наречения в България стар стил), отбелязват празника на 2 август (по Юлианския календар). На 2 август се отбелязва и годишнината от започналото на Илинден през 1903 година Илинденско-Преображенско въстание – важен празник в България и в Северна Македония, където това е националният празник на страната.
Илинден е и един от основните празници в българския народен календар, известен и с имена като Илиинден, Свети Илия Гърмоделец, Свети Илия Гръмоломник, Свети Илия Гръмовник, тъй като във фолклора пророк Илия е смятан преди всичко за повелител на мълниите и гръмотевичните бури.
Освен като честван от християните празник Илинден съществува и като мюсюлмански празник, под името Алигун/Алиджун, у бошняците.

## Имен ден
Илинден се отбелязва като имен ден от носещите имена, като: Илия, Илинда, Илиян, Илин, Искра, Илина, Илияна, Илинка, Илизабет (Елизабет), Илейн, Илиан, Илиана, Илко, Илчо, Илка, Лина, Личо.

## Библейска традиция
Според Библията пророк Илия е предан почитател на Йехова, който се възпротивява на опитите на израелското царско семейство (Ахав, Йезевел, Охозия) да смеси трайно култа към него с тези на традиционно почитаните в Ханаан и Вавилон. Успява отчасти да ги разубеди и възпре, изричайки много пророчества и извършвайки много чудеса. Предава делото си на достоен заместник – пророка Елисей – и е удостоен от Бога със специално място на небето. Възнася се жив във висините, настанен в огнена колесница. Там се превръща в горещ молитвен застъпник за народите и за отделните хора.

## В българския фолклор
Според фолклорните представи за Свети Илия, изградени както в основа на старинните писания за него, така и чрез паралели с езическите богове на Слънцето, гръмотевиците и дъжда, това е един светец, който персонифицира тези явления, а отношението му към хората е поначало благодетелно, но той лесно бива обзет от свирепост, при нарушаване на определени правила. Силно се сърди и резултатите са гибелни – той е господар на летните небесни стихии, гръмотевиците и градушките и денем е винаги на път по небето.
Сред забраните, престъпването на които се смята в този смисъл за много опасно е тази да не се се влиза в морето, защото на този ден (20 юли) то взима най-много жертви, като курбан за св. Илия. Също така според народното поверие на Илинден не бива да се работи, защото гръм (мълния) може да удари човека, който си е позволил да го прави. Забраната важи и за добитъка – временно освобождаван от работа. Някои от свързаните с празника поверия имат метеорологически и агрономически характер. Според тях, ако на този ден гърми, това предвещава суша или че орехите и лешниците ще бъдат кухи. За сметка на това, тогава може да се очаква виното да бъде хубаво.
Според традицията на Илинден се коли като курбан старият петел в къщата и се оставя нов млад петел на негово място. Тъй като свети Илия е сред популярните светци, на Илинден се провеждат и много селски събори, на които понякога се коли като общоселски курбан общият селски бик.
Този ден по традиция се смята за граничен между лятото и есента.

## История
На 20 юли 1903 година (Илинден по стар стил) в границите на Османската империя избухва Илинденско-Преображенското въстание в Македония. От тогава насетне празникът се чества и като възпоменание за българските жертви на въстанието. Организации и печатни издания като Илинденската организация, „Илюстрация Илинден“, „Илинден“ носят името си от тази дата.

## Други
На Илинден е наречена улица в квартал „Красна поляна 1“ в София (Карта). На Илинден е наречена улица в квартал „Казански“ в Стара Загора.